# جبل سلاطة
جبل سلاطة جبل يقع شمال غربي الجمهورية التونسية، غرب مدينة تاجروين وشمال مدينة منزل سالم من نفس المعتمدية. يبلغ ارتفاعه 1039 م.
يشتهر الجبل بانتاجه للثروات المعدنية كمادة الجبس.

## مواضيع ذات صلة
- جبال تونس
- ولاية الكاف